# Великие озёра
Вели́кие озёра, также Вели́кие америка́нские озёра или Вели́кие североамерика́нские озёра (англ. Great Lakes, фр. Grands Lacs), — система пресноводных озёр в Северной Америке, на территории США и Канады. Включает ряд крупных и средних водоёмов, соединённых реками и проливами, которые образуют самую большую по площади группу пресноводных озёр на Земле (общая площадь более 244 тыс. км², общий объём 22,7 тыс. км³), содержащую 21 % поверхностных пресных вод в мире и 84 % — в Северной Америке. К собственно Великим озёрам относят пять крупнейших: Верхнее, Мичиган, Гурон, Эри и Онтарио. В систему также входит сравнительно небольшое озеро Сент-Клэр. Озеро Мичиган находится целиком в США, по остальным озёрам и соединяющим их коротким рекам проходит граница между США (⅔ акватории озёр) и Канадой (⅓ акватории). С системой Великих озёр связаны несколько средних озёр (в том числе Нипигон, Ниписсинг, Симко, Уиннебейго) и множество более мелких. Озёра относятся к водосборному бассейну Атлантического океана, сток по реке Святого Лаврентия.
Великие озёра начали формироваться в конце последней ледниковой эпохи, когда масса ледника продавила земную кору, а после того, как ледник растаял, начался медленный обратный процесс — гляциоизостазия. Водная масса озёр образовалась при таянии ледника и первоначально текла в направлении бассейна Миссисипи, но по мере поднятия коры сток сместился в сторону долины реки Святого Лаврентия.
В бассейне Великих озёр проживает около 40 млн человек, сконцентрированных в основном в его южной трети. Сформировался ряд мегаполисов, существует мощная металлообрабатывающая промышленность и многоотраслевое сельское хозяйство. Развито судоходство: при помощи каналов сформирован водный путь для морских судов протяжённостью около 3000 км. Великие озёра связаны каналами с рекой Гудзон и бассейном реки Миссисипи. Главные порты: Дулут, Милуоки, Чикаго, Толидо, Кливленд, Эри, Буффало (на американской стороне), Тандер-Бей, Гамильтон и Торонто (на канадской). Человеческая деятельность привела к серьёзному загрязнению бассейна Великих озёр и нарушениям в их экологическом балансе. С 1970-х годов США и Канада предпринимают попытки минимизировать наносимый озёрам ущерб.

## География и гидрография

### Географическое положение и общая характеристика
Великие озёра — один из крупнейших в мире резервуаров пресной воды. Все пять основных озёр системы входят в число 15 крупнейших озёр Земли по площади и объёму и, согласно Большой российской энциклопедии, содержат 21 % мировых запасов поверхностных пресных вод. Этот объём уступает объёму озера Байкал, но по площади, превышающей площадь государства Великобритания, это самая большая пресноводная система в мире. На долю Великих озёр приходится 84 % поверхностных пресных вод Северной Америки.
Озеро Мичиган полностью располагается на территории США, по остальным озёрам и соединяющим их рекам проходит государственная граница между США и Канадой, окончательные контуры которой установлены соглашением о пограничных водах 1909 года. Согласно этим условиям, Канаде принадлежит около трети акватории Великих озёр. На полуострове Пойнт-Пили, глубоко вдающемся с севера в озеро Эри, расположена самая южная точка материковой Канады.
Суммарная длина береговой линии (с островами) около 17 тыс. км. Общая площадь водной поверхности составляет, согласно Британской энциклопедии, 244 106 км², площадь водосборного бассейна (включая площадь самих озёр) — 295 710 квадратных миль (765 900 км2); этот бассейн протянулся примерно на 860 миль (1380 км) с запада на восток и на 640 миль (1030 км) с севера на юг, его периметр приближается к 6 тысячам километров. Площадь суши в водосборном бассейне относительно невелика. Соотношение площади водной поверхности к площади суши всей системы составляет 1:2,13, а для Верхнего озера это соотношение достигает 1:1,55. Общий объём, согласно Большой российской энциклопедии, — 22,7 тыс. км³. У четырёх озёр глубины превышают 200 м, и только у озера Эри наибольшая глубина 64 м, а у Сент-Клэр — лишь 8.
В водосборном бассейне Великих озёр расположены также многочисленные озёра меньших размеров ледникового происхождения. Широко распространены золли, в английском языке называемые «озёрами-котлами» (англ. kettle lakes) и сформировавшиеся в результате таяния больших льдин, оставленных отступающим ледником. Другие озёра, такие как группа Фингер в штате Нью-Йорк, расположены в бороздах, прорезанных ледниковыми языками по древним речным руслам. Общее число мелких озёр в регионе исчисляется десятками тысяч или даже миллионами. Наиболее значительные среди малых озёр бассейна — Нипигон, Ниписсинг, Симко и Уиннебейго.
| Озеро                   | Верхнее озеро      | Мичиган            | Гурон      | Сент-Клэр      | Эри                | Онтарио            |
| ----------------------- | ------------------ | ------------------ | ---------- | -------------- | ------------------ | ------------------ |
| Площадь поверхности     | 81 400/ 82 400 км² | 57 800/ 58 000 км² | 59 600 км² | 1210/ 1275 км² | 25 670/ 25 700 км² | 19 010/ 19 500 км² |
| Объём                   | 12 100 км³         | 4920 км³           | 3540 км³   | 4 км³          | 484 км³            | 1640 км³           |
| Высота над уровнем моря | 183 м              | 176/ 177 м         | 176 м      | 175 м          | 173/ 174 м         | 74/ 75 м           |
| Средняя глубина         | 147 м              | 85 м               | 59 м       | 3,7 м          | 19 м               | 86 м               |
| Максимальная глубина    | 406 м              | 281 м              | 228 м      | 7,6 м/ 8 м     | 64 м               | 244 м              |

Питание осадочное, при этом для Верхнего озера объём атмосферных осадков выше, нежели приток речных вод, а для всех остальных озёр баланс пополняется в первую очередь речным притоком и стоком из озёр, расположенных выше по течению (для Эри доля атмосферных осадков в водном балансе составляет лишь 10 %, а в Онтарио — 7 %). В общей сложности в Великие озёра впадает несколько сотен небольших рек, крупнейшие из которых — Эсканаба, Каламазу, Гранд-Ривер, Маскигон, Манисти, О-Сейбл, Сагино и Моми. Среднегодовой объём осадков повышается с запада на восток: в бассейне Верхнего озера — 30 дюймов (760 мм), озёр Гурон и Мичиган — 31 дюйм (790 мм), Эри — 34 дюйма (860 мм) и Онтарио — 36 дюймов (910 мм). Бо́льшая часть этого объёма (от 65 % до 85 %) теряется в результате испарения с поверхности озёр, в сумме составляющего около 165 км³ в год. Некоторое количество воды Верхнее озеро получает также из сточного бассейна Гудзонова залива через отводные каналы, соединяющие его с рекой Огоки и озером Лонг-Лейк. Сток между озёрами системы осуществляется через короткие многоводные реки: Верхнее озеро соединяет с озером Гурон река Сент-Мэрис (длина 112 км), Гурон и озеро Сент-Клэр — река Сент-Клэр (43 км), озёра Сент-Клэр и Эри — река Детройт (51 км), а Эри и Онтарио — река Ниагара (54 км). Озёра Гурон и Мичиган соединяет пролив Макино. Коэффициент стока от 0,36 для юго-восточных озёр до 0,48 для Верхнего озера. Период задержания воды сильно разнится между озёрами: если для Сент-Клэр он составляет от 5 до 7 дней, для Эри 2,6 года, а для Онтарио 6 лет, то для Верхнего — 191 год. В сумме ежегодно за счёт осадков и притоков восстанавливается менее одного процента общего объёма воды Великих озёр (в среднем 0,61 км³ в день).
Сток из Онтарио происходит преимущественно по реке Святого Лаврентия; средний расход воды в её истоке 6850 м³/с. Кроме того, часть воды Великих озёр отводится из озера Мичиган через каналы в Чикаго и реку Чикаго в бассейны рек Дес-Плейнс и Иллинойс. Великие озёра — западная часть водной системы Святого Лаврентия, расположенной к востоку от места впадения в Верхнее озеро реки Сент-Луис в Миннесоте и продолжающейся на восток вдоль долины реки Святого Лаврентия, впадающей в одноимённый залив Атлантического океана (см. также Морской путь Святого Лаврентия).
За изменениями уровня воды в Великих озёрах следит международная совместная комиссия из представителей США и Канады. Эти уровни могут колебаться в течение года на 30—60 см, достигая максимума в середине лета и наименьших значений в конце зимы. Приливы незначительные, до 2 дюймов (5 см). Зафиксированы сейши — гармонические колебания уровня, связанные с воздействием ветров или перепадами атмосферного давления. Результатом этого явления становятся временные подъёмы воды в отдельной части озера и перепад уровня воды в его разных точках, достигающий 13 футов (4 м) между расположенными на озере Эри городами Буффало и Толидо. Многолетние колебания уровня воды (с циклом в 5—6 лет) достигают 1,2 м в Верхнем озере и 2 м в Онтарио. Согласно геологу Джону Кингу из Род-Айлендского университета, уровень воды чувствителен к изменению климата и может более резко изменяться в XXI веке. В январе 2013 года уровень озёр Мичиган и Гурон обновил рекордно (с момента начала регулярных наблюдений в 1918 году) низкий уровень воды — примерно на 2 метра ниже максимального уровня (октябрь 1986 года). Причин этому несколько: дноуглубительные работы, добыча полезных ископаемых, эрозия почв. К концу второго десятилетия XXI века, однако, уровни воды во всех озёрах снова приближались к историческому максимуму.
Течения как озёрного, так и океанского типа. Благодаря размерам озёр, наблюдается влияние силы Кориолиса, в Северном полушарии выражающееся в движении воды против часовой стрелки. На направление течения также влияют господствующие западные ветры. Поверхностные течения во всех пяти главных озёрах переносят воду вдоль берегов со скоростью от 1,6 до 3,2 км/ч.
Воды в системе Великих озёр пресные, гидрокарбонатно-кальциевые. Минерализация водной массы ниже всего в Верхнем озере за счёт преобладания атмосферных осадков в водном балансе и долгого водообмена — 72 мг/л. В Гуроне минерализация повышается до 200 мг/л, в Эри до 223 и в Онтарио до 233 мг/л. В озере Мичиган минерализация несколько ниже, чем в Гуроне (180 мг/л). Общая прозрачность воды самая высокая в Верхнем озере (до 15 м, ниже в заливах из-за взмучивания продуктов береговой абразии), самая низкая в Эри — весной до 3 м, летом в спокойную погоду до 4—4,5 м. С размножением в нижних озёрах фильтрующих планктон донных молюсков прозрачность воды в них в начале XXI века возрастает. Все озёра относятся к димиктическому типу — с полным перемешиванием слоёв воды весной и осенью, прямой температурной стратификацией летом (с более тёплыми поверхностными и более холодными глубокими слоями) и обратной — зимой.

### Озёра

#### Верхнее озеро
Ве́рхнее о́зеро (англ. Lake Superior от фр. Lac Supérieur, оджибве Gichigami — большая вода) — расположено севернее всех и выше всех над уровнем моря. Это озеро является самым крупным и глубоким в системе Великих озёр и самым большим по площади пресноводным озером в мире. Его объём превышает объём остальных четырёх Великих озёр вместе взятых. Озеро располагается на границе Канады и США: на севере и востоке располагается канадская провинция Онтарио, на западе штат Миннесота и на юге — штаты Висконсин и Мичиган.
Верхнее озеро располагается на высоте 183 м над уровнем моря в котловине, образованной ледником в древних кристаллических породах Канадского щита. Береговая линия (4768 км) сильно изрезана, наиболее значительные заливы — Кивино, Уайтфиш, Агава, Мишипикотен. Крупнейшие острова: Айл-Ройал, Сент-Игнас, Мишипикотен и архипелаг Апосл. Северное побережье озера с высокими обрывистыми берегами образуют кристаллические породы (граниты, кварцы, гнейсы) возрастом более 2 млрд лет. Кристаллические породы Западного щита формируют также западное и часть южного побережья, где берега ниже, но часты крутые обрывы-сбросы. Остальная часть южного побережья (штаты Мичиган и Висконсин) и прилегающие отмели сложены мягкими красными глинами, подверженными волновой эрозии. Глубины почти на всей площади озера превышают 100 м, в том числе на многих участках возле самого берега. Максимальная глубина (в узком жёлобе в восточной части озера ближе к южному берегу) — 406 м, общий объём (по низкой воде) — 12,1 тысячи км³. Площадь бассейна вместе с площадью озера составляет почти 210 тыс. км².
В озеро впадают около 200 небольших рек, крупнейшие из которых — Нипигон на севере и Сент-Луис на западе. Сток по реке Сент-Мэрис осуществляется в озеро Гурон. Вода в озере холодная и прозрачная. Температура глубинных слоёв воды круглый год близка к 4 °C, верхние слои летом прогреваются до 12 °C. Прибрежная зона покрыта льдом до мая.
Главные порты: Дулут (США), Тандер-Бей (Канада).

#### Гурон
Гуро́н (англ. Lake Huron, от названия индейского племени гуронов) — второе по площади озеро в системе Великих озёр и четвёртое в мире. Площадь водной поверхности — 59,6 тыс. км², объём (по низкой воде) — 3450 км³. На западе ограничено штатом Мичиган, на севере и востоке — провинцией Онтарио. В северной части озера до 50 тысяч каменистых островов, размером варьирующих от торчащих из воды отдельных скал до крупнейшего в мире острова на пресноводном озере. Этот остров, Манитулин, размерами 160 на 80 км, разделяет Гурон на основную акваторию и залив Джорджиан-Бей. С учётом островов общая длина береговой линии — 6157 км.
Северное побережье залива Джорджиан-Бей, как и северное побережье Верхнего озера, сложено древними кристаллическими горными породами, берега скалистые, обрывистые, изобилующие пещерами. Полуостров Брус, ограничивающий его с юга, обозначает смену типа пород — к югу от него берега представляют собой преимущественно пологие песчаные пляжи. В этой части побережья, близ города Коллингвуд, расположены известняковые обрывы высотой почти 300 м, известные как Голубые горы. Средняя глубина — 59 м, максимальная — 229 м. Глубины распределены неравномерно: южная часть озера мелкая (включая мелководный залив Сагино), глубины возрастают в направлении острова Манитулин, где в основном превышают 100 м и достигают максимума в одной из впадин к югу от острова. Ещё одна впадина глубиной до 140 м расположена у берега полуострова Брус в заливе Джорджиан-Бей.
Гурон соединяется проливом Макино с озером Мичиган и реками Сент-Клэр и Детройт — с озером Эри. Получает воду, помимо многочисленных мелких рек и ручьёв, по реке Сент-Мэрис из Верхнего и по проливу Макино из Мичигана. Площадь водосборного бассейна, включая собственную площадь озера и реку Сент-Мэрис, — около 194 тыс. км². В летние месяцы верхние слои воды прогреваются до 20 °C. Зимой прибрежные льды покрывают до 60 % акватории, продолжительность прибрежных ледовых явлений — 80 дней. Основные порты на Гуроне — Мидленд и Сарния в Канаде и Алпина в США.

#### Мичиган
Мичига́н (англ. Lake Michigan, в переводе с одного из алгонкинских языков — «большая вода») — третье по площади среди Великих озёр и пятое в мире. Площадь поверхности — 57,8 тысяч км², объём (по низкой воде) — 4920 км³. Длина береговой линии — 2633 км. Озеро сильно вытянуто с севера на юг: длина в этом направлении составляет 517 км при максимальной ширине 118 км. Единственное из Великих озёр, полностью расположенное на территории США, на западе граничит со штатом Висконсин, на востоке и севере со штатом Мичиган, на юго-западе со штатом Иллинойс и на юго-востоке — со штатом Индиана.
Окружено невысокими холмами, которые спускаются к воде почти непрерывной полосой песчаных пляжей; схожий рельеф характеризует и дно озера, постепенно понижающееся к центру до максимальной глубины. Исключение составляет полуостров Дор, отделяющий от основной акватории залив Грин-Бей и по структуре напоминающий побережье Верхнего озера. Полуостров, сформированный из твёрдых доломитов, представляет собой часть Ниагарского уступа. Южная часть озера свободна от островов, крупнейший остров в северной части — Бивер.
Площадь водосборного бассейна, включая собственную поверхность озера, — около 176 тыс. км². В Мичиган впадает около 100 рек и ручьёв, но лишь несколько из них несут значительные объёмы воды. Соединяется с системой Миссисипи судоходным каналом Чикаго — Локпорт, а с озером Гурон проливом Макино шириной около 3 км. Средний расход воды, текущей из Мичигана в Гурон через пролив Макино, составляет 4440 м³/с. Геологически озёра Гурон и Мичиган располагаются в отдельных ложах, но гидрологически могут рассматриваться как единый водный резервуар. Если рассматривать их как одно озеро, по площади оно будет значительно больше Верхнего.
Прибрежные районы акватории покрыты льдом с середины октября до середины апреля, хотя полностью озеро замерзает редко. После схождения льда в апреле температура поверхностного слоя воды — 3 °C, во второй половине лета на глубине 40 м образуется термоклин с температурой воды 12 °C выше этой отметки (до 18 °C в августе) и 4—5 °C ниже неё. Главные порты — Чикаго и Милуоки.

#### Сент-Клэр
Сент-Клэр (название дано французским землепроходцем Робером де Ла Салем, оказавшимся на берегах озера в день Святой Клары) — самое маленькое озеро в системе Великих озёр. Площадь по разным источникам составляет от 1114 (Канадская энциклопедия) до 1275 км² (Большая российская энциклопедия). Мелководно: максимальная естественная глубина 6,4 м, средняя — 3,7 м. Период удержания воды от 5 до 7 дней, годичный перепад температуры воды между 0 °C и 24 °C. Соединено с озером Гурон одноимённой рекой, в северо-восточной оконечности озера образующей дельту — крупнейшую в системе Великих озёр и одну из самых больших пресноводных дельт в мире. Сток осуществляется в озеро Эри по реке Детройт. В истоке реки Детройт расположены крупные города Детройт (Мичиган) и Уинсор (Онтарио).

#### Эри
Э́ри (англ. Erie [ˈɪri], фр. Érié, от названия индейского народа эри, ранее населявшего побережье озера) — 11-е из озёр мира по площади и 15-е по объёму. В системе Великих озёр — четвёртое по площади (25 700 км²) и наименьшее из пяти основных озёр по объёму (484 км³). Сильно вытянуто с запад-юго-запада на восток-северо-восток на 388 км при ширине до 92 км. Озеро продолжает водную границу между США и Канадой и омывает берега штатов Мичиган, Огайо, Пенсильвания и Нью-Йорк (на западе, юге и востоке) и провинции Онтарио (на севере). Самое мелководное из пяти основных озёр системы: средняя глубина (по низкой воде) 19 м, максимальная — 64 м. Наименьшие глубины в западной части (как правило, менее 15 м), наибольшие — в восточной, увеличиваясь от берегов к центру; средняя часть имеет глубину от 25 до 30 м.
Площадь водосборного бассейна, включая собственную площадь озера, — около 104 тыс. км². Получает воду из озера Мичиган по рекам Сент-Клэр и Детройт; другие важные притоки — Хьюрон и Рейзин (Мичиган), Моми, Портидж, Сандаски, Кайахога (Огайо), Каттарогус-Крик (Нью-Йорк), а также две реки с одинаковым названием Гранд-Ривер в Огайо и в Онтарио. Сток через реку Ниагара и Уэллендский канал в озеро Онтарио (у города Буффало озеро соединено также с системой баржевых каналов штата Нью-Йорк). Берега высокие, слабоизрезанные, на северо-востоке и юге песчаные, на больших участках на западе и северо-западе заболоченные. В западной части многочисленные острова, включая крупнейший остров озера Эри — Пили.
Вода в мелководном западном плёсе гомотермична на протяжении всего года, в центральном и восточном в летние месяцы наблюдается температурная стратификация, при которой температура верхних слоёв доходит в августе до 22 °C. Ледостав продолжается около 80 дней, лёд покрывает до 95—100 % акватории. Основные порты — Толидо, Кливленд, Буффало, Эри (США), Порт-Колборн (Канада).

#### Онтарио
Онта́рио (англ. Ontario, с ирокезского языка — «прекрасное») — самое восточное и самое маленькое по площади из пяти основных озёр системы и 14-е в мире Великих озёр (около 19 тыс. км²). По объёму (1640 км³) превосходит озеро Эри, занимая 11-е место в мире. Перепад высот между поверхностью Эри и Онтарио составляет примерно 100 м, большая часть из которых приходится на Ниагарский водопад. Максимальная глубина озера достигает 244 м, средняя составляет 86 м, длина береговой линии 712 км. Глубины круто понижаются от берегов к центру (глубочайшая впадина в восточной части озера с глубинами 150—200 м). Озеро сильно вытянуто с востока на запад, в длину достигая 311 км при максимальной ширине 85 км. Граница между США и Канадой, проходящая по озеру, делит его между штатом Нью-Йорк на юге и провинцией Онтарио на севере.
Площадь водосборного бассейна, включая собственную площадь озера, — около 83 тыс. км². Река Ниагара, несущая воду из озера Эри, является основным притоком, другие важные притоки — Дженеси, Осуиго и Блэк-Ривер на американской стороне и Трент на канадской. Онтарио соединено каналами с озёрами Эри (Уэллендский канал) и Гурон (канал Трент — Северн). Сток осуществляется в восточной части по реке Святого Лаврентия, канал Ридо соединяет озеро Онтарио с рекой Оттава. Восточную часть озера, вблизи истока реки Святого Лаврентия, отделяет от основной акватории цепь из 5 островов. В этой части озера начинается архипелаг, известный как Тысяча островов и протянувшийся вдоль верхнего течения реки Святого Лаврентия. Крупнейший остров этого архипелага — Вулф площадью 124 км², расположенный недалеко от Кингстона на канадском берегу. Берега преимущественно низкие, пологие, основной тип рельефа — так называемые озёрные равнины.
В тёплое время года наблюдается температурная стратификация слоёв воды на глубинах от 10 до 30 м, ниже которых температура составляет 6 °C, а на глубинах более 100 м — 4 °C. Прибрежные льды образуются в середине января и сходят к середине апреля, занимая не более 15—20 % акватории. Крупные порты на берегах озера — Торонто, Гамильтон, Кингстон (Канада) и Рочестер (США).

### Острова
По Великим озёрам рассеяны примерно 35 000 островов, образующих крупнейшую в мире островную систему на пресноводных водоёмах. Крупнейшим среди них является Манитулин в озере Гурон — самый большой остров мира, расположенный в пресном озере (площадь 2766 км²). На территории острова Манитулин в свою очередь располагается более ста внутренних озёр со своими островами, крупнейшее из которых, Маниту, имеет площадь 104 км² и является самым большим в мире внутренним озером на озёрном острове. Другие крупные острова — Айл-Ройал, Сент-Игнас и Мишипикотен (Верхнее озеро), Драммонд и Сент-Джозеф (Гурон).

### Климат
Для региона Великих озёр характерен умеренно-континентальный климат, со средними температурами воздуха в январе −8 °C на Верхнем и −3 °C у южного побережья Эри, а в июле соответственно 19 °C и 22 °C. Термический градиент на градус широты в зимнее время достигает 2 °C. Большой водный массив Великих озёр оказывает влияние на климат прилегающих территорий. Летом озёра поглощают большое количество тепла, которое затем отдают в холодные месяцы. Таким образом, лето в регионе прохладнее, а зима теплее, чем были бы в отсутствие озёр. Объём осадков зимой значительно выше вдоль восточного побережья озёр, образуя «снежный пояс», захватывающий такие города как Эри, Буффало, Траверс-Сити (Мичиган) и другие. Близость постоянно холодного Гудзонова залива на севере и очень тёплого Мексиканского на юге создают условия для интенсивной циклонической деятельности и переменчивой погоды, в том числе зимой — в течение одного дня. На озёрах, в особенности в конце осени и ранней зимой, возможны сильные бури, с штормовыми ветрами и высотой волн, достигающей или превышающей 10 футов (3 м).
Резкие похолодания в начале зимы, когда циклоны наиболее сильны, приводят к быстрому образованию поверхностного льда на Верхнем озере от порта Дулут до шлюзов на реке Сент-Мэрис, в свою очередь ведущему к окончанию сезона навигации с середины декабря по середину апреля. За Верхним следуют Гурон и Мичиган, а затем Эри. За зиму льдом покрывается значительная часть озёр, хотя ближе к центру обычно остаётся открытое ото льда пространство. На Верхнем лёд полностью сходит лишь в мае. На Гуроне и Эри прибрежные льды держатся около 80 дней, но в первом случае не покрывают больше 60 % акватории, а во втором — до 95 % и даже 100 %. На Онтарио прибрежный береговой покров занимает лишь 15 % акватории и держится с середины января до начала апреля. Весна обычно затяжная в силу того, что прогрева требует большой объём воды, в особенности на верхних озёрах системы. Над центральной частью акватории в это время в основном держится штилевая, ясная погода, часты заморозки, в том числе и после метеорологического начала лета (устойчивый переход средней суточной температуры воздуха через отметку 5 °C). Летом часты ливни, вызываемые столкновением воздушных масс с Гудзонова и Мексиканского заливов. Погода нестабильна, солнечные безветренные периоды быстро сменяются штормами. Особенно быстро такие перемены погоды происходят на мелководном Эри, где внезапные штормы угрожают гибелью небольшим судам. Осенью, с проникновением вглубь материка антициклонов с Тихого океана, в регионе устанавливается сухая и ясная, хотя и прохладная погода, известная как индейское лето и продолжающаяся 1—2 недели. Этот период контрастирует как с дождливым летом, так и с ветреной, снежной зимой.

## Геология
Основополагающие тектонические процессы, сформировавшие Великие озёра, проходили от 1,1 до 1,2 миллиарда лет назад, когда две ранее соединённые тектонические плиты отделились друг от друга и создали Срединно-континентальный рифт. В настоящее время он проходит под дном Верхнего озера на юг, по территории штата Мичиган. 570 миллионов лет назад сформировался Лаврентийский рифт, ныне проходящий под дном озёр Эри и Онтарио и далее на восток определяющий направление долины реки Святого Лаврентия.
Котловина Верхнего озера и северная часть котловины озера Гурон располагаются в кристаллических (докембрийских) породах южной оконечности Канадского щита, остальная часть системы — в палеозойских осадочных породах — известняках, доломитах и песчаниках платформенного чехла. Особая геологическая структура — Ниагарский уступ, образуемый прочными силурийскими известняками и доломитами, — отделяет от основной водной массы заливы Джорджиан-Бей и Грин-Бей. Исследования в районе Верхнего озера показали, что в период перед наступлением ледников в плейстоцене, около миллиона лет назад, там существовала система речных долин, сформированных эрозией. Движение ледников расширило и углубило эти долины, также фундаментально изменив географию стока.
Собственный возраст Великих озёр оценивается в диапазоне от 7 до 32 тысяч лет, их формирование связано с отступлением ледников висконсинской эпохи. Первые осадки в Великих озёрах образованы таянием льдов около 14 тысяч лет назад. В южной части системы первоначально сформировались озёра Чикаго (на юге современного бассейна озера Мичиган) и Моми (на месте современного озера Эри и окружающих низменностей), сток воды которых направлялся на юг, в сторону Миссисипи, соответственно через бассейны рек Иллинойс и Уобаш. При дальнейшем отступлении ледника вода из озера Моми начала стекать в озеро Чикаго через долину, в которой сейчас расположена река Гранд-Ривер в штате Мичиган. Позже направление стока изменилось, он повернулся на восток, к Атлантическому океану — первоначально по долинам рек Мохок и Гудзон (по последней, в частности, стекали воды озера озеро Ирокез, находившегося на месте современного озера Онтарио), а затем через регион, где в настоящее время расположены верховья реки Святого Лаврентия. Остальная часть русла этой реки в описываемый период, до начала гляциостатического поднятия суши после отступления ледника, была ещё покрыта морем почти до современного озера Онтарио. На определённом этапе на месте Мичигана и Гурона было одно огромное озеро Алгонкин, площадь которого в период наивысшего уровня воды достигала 250 тыс. км²; в этот же период воды озера Дулут, располагавшегося в западной части бассейна Верхнего озера, стекали в Миссисипи. По мере таяния ледника суша поднималась всё выше, а сток из озёр усиливался, в результате чего они мелели, а их площадь уменьшалась. Процесс формирования современных очертаний Великих озёр завершился не ранее чем 5 тысяч лет назад. Гляциостатическое поднятие северного берега Великих озёр продолжается с примерной скоростью 4 мм в год.
В регионе местами сохранились так называемые альвары — травянисто-кустарниковые экосистемы на крайне тонких или отсутствующих почвах поверх известняков или доломитов. Эти участки, следы отступавших ледников, в Северной Америке встречаются только в бассейне Великих озёр и занимают около 0,5 % его площади, в основном в провинции Онтарио. Другим реликтом конца ледниковой эпохи являются песчаные дюны на восточном побережье озера Мичиган и, в меньшем масштабе, на востоке озера Онтарио и юге Верхнего озера.

## Биология

### Биологическая продуктивность
Биологическая продуктивность Великих озёр повышается в юго-восточном направлении. Самый низкий показатель биопродуктивности активного углерода характеризует Верхнее озеро — 0,6 мг С/(м³ в час). Биомасса фитопланктона — 0,05—0,20 г/м³. В озере Гурон биопродуктивность колеблется от 0,7 до 1,7 мг С/(м³ в час), за исключением страдающего от загрязнения залива Сагино, где она достигает 0,28 мг С/(м³ в час). В озере Мичиган биопродуктивность в среднем втрое выше, чем в Верхнем. В мелководном и сильно загрязнённом Эри средняя биопродуктивность — 10,4 мг С/(м³ в час), в западном плёсе, наиболее близком к Детройту — до 60. Биомасса фитопланктона в Эри достигает 4—6 г/м³ в центральном и восточном плёсах и вдвое более высокого значения в западном. В озере Онтарио биопродуктивность колеблется от 5 до 15 мг С/(м³ в час). В Гуроне и Онтарио придонные слои воды насыщены растворённым кислородом — 85—95 % в Гуроне и не ниже 85—90 % в Онтарио. Поверхностные слои Онтарио в летние месяцы пересыщены растворённым кислородом (до 110—150 %). Напротив, в Эри придонные слои воды относительно бедны кислородом из-за процессов биоседиментации органических веществ и их бактериального окисления. Это создаёт сложные условия для бентосоядных рыб.

### Водная флора и фауна
Самой распространённой формой низших водорослей в Великих озёрах являются диатомеи, в летние месяцы в южных озёрах (Мичиган, Эри и Онтарио) также обильны популяции сине-зелёных и зелёных водорослей. Зоопланктон главным образом состоит из веслоногих и ветвистоусых ракообразных. В верхних озёрах системы пик численности планктона приходится на весенние месяцы, в нижних озёрах и наиболее продуктивных частях верхних пиков два — весной и осенью. Среди погружённых макрофитов преобладают полушниковые и харовые водоросли, среди полупогружённых — представители родов камыш, ежеголовник, тростник и ситняг.
Видовое разнообразие донных обитателей Великих озёр на мелководье (моллюски, черви, подёнки, ручейники) примерно совпадает с тем, которое можно найти в большинстве небольших озёр. На больших глубинах оно соответствует видовому разнообразию холодных северных озёр и включает, среди прочих, два вида веслоногих, мизид, глубоководных бокоплавов и глубоководный вид керчаков Myoxocephalus thompsonii. Реликтовые ракообразные во всех пяти озёрах представлены бокоплавом Monoporeia affinis. В 1980-е годы в озёрах сформировались большие популяции двух инвазивных видов — речной дрейссены и длиннорукого битотрефа (Bythotrephes longimanus), — представляющих угрозу пищевым цепочкам коренных обитателей региона. В начале XXI века речную дрейссену в основном вытеснил родственный, более неприхотливый вид — Dreissena rostriformis, размножившийся во всех озёрах системы, кроме Верхнего и Эри и поглощающий до 90 % планктона, необходимого для существования прочих водных животных.
Видовое разнообразие рыб Великих озёр включает представителей большинства семейств рыб Северной Америки. Широко распространены озёрный голец-кристивомер, сельдевидный сиг, сёмга и озёрная ряпушка, а в более мелких и тёплых водах — жёлтый и чёрные окуни, светлопёрый судак и канальный сомик. Мелкие виды представлены питающимися фитопланктоном длинноязычным эксоглоссом (Exoglossum maxilingua), гибогнатусом Ханкинсона (Hybognathus hankinsoni), озёрным цезиусом (Couesius plumbeus) и четырьмя видами пресноводных керчаков.
Из 150 видов рыб, обитавших в Великих озёрах до прихода европейцев, почти половина больше не встречается в регионе. В то же время за последние столетия в озёрах отмечено 162 новых вида — большинство интродуцированы намеренно или завезены человеком случайно, однако имеются и виды, проникшие в систему самостоятельно. Среди интродуцированных видов — карп, а также кижуч и чавыча, разводимые как объекты спортивной рыбалки; интродуцированная в 1912 году азиатская корюшка до 1980 года была важным промысловым видом. В числе случайно интродуцированных видов — обыкновенный ёрш, поедающий икру местных рыб, и придонный бычок-кругляк, делящий экологическую нишу с коренными видами. Он успешно вытесняет таких исконных рыб Великих озёр как подкаменщик Cottus bairdii и полосатая перцина (Percina caprodes) и по некоторым оценкам составляет к началу XXI века до половины общей ихтиобиомассы в нижних озёрах системы. Зубной аппарат этого вида позволяет ему питаться дрейссенами, несъедобными для большинства коренных видов из-за прочной раковины с острыми краями. В свою очередь он стал одним из основных компонентов в рационе американского сига, в который ранее не входила рыба.
В 1930-е годы в верхние озёра проникли хищные морские миноги, размножение которых привело в следующие два десятилетия к коллапсу коренных популяций озёрного гольца в озёрах Гурон и Мичиган и значительному снижению численности других крупных хищных видов. Это в свою очередь облегчило проникновение и распространение в Великих озёрах сероспинки, в середине 1950-х годов ставшей там самым многочисленным видом. После принятия мер по контролю над популяцией морских миног озёрный голец был реинтродуцирован в 1960-е годы. Ко второму десятилетию XXI века его численность возросла настолько, что планируется отменить программу по его искусственному разведению. Озёрный осётр, крупная, ранее частая в Великих озёрах рыба, после 1930-х годов рассматривается в этом регионе как исчезающая.

### Птицы
Наиболее распространённые виды птиц на Великих озёрах — американская серебристая чайка и делавэрская чайка, гнездящиеся на мелких островах. Озёра служат местом зимовки для таких уток как морская чернеть и морянка. Через регион проходят также весенние и осенние пути миграций различных видов ржанковых и певчих птиц. Регион Великих озёр — место гнездования или отдыха белоголового орлана, американского луня, черноклювой гагары, ушастого баклана, речной крачки, большого крохаля, индейского волчка, рисовой птицы и находящейся под угрозой исчезновения древесницы Киртланда. Оседлые ночные пернатые хищники северного побережья представлены тремя видами: виргинский филин, мохноногий сыч (только в хвойных лесах) и североамериканский мохноногий сыч. В южных регионах реинтродуцирована прежде широко распространённая дикая индейка.

### Флора и фауна прибрежных районов
Земли, окружающие Великие озёра, ранее были покрыты лесами, степями и болотами, и в местах, где эти природные условия сохранились, встречаются волки, лоси и бобры. Среди прочих млекопитающих региона Великих озёр — канадская рысь, койот, выдра и малая бурая ночница. Достаточно широко распространены чёрные медведи. Более мелкие млекопитающие включают северную летягу, американского беляка, ондатру, дикобраза, красную и каролинскую белку, а на юге бассейна — такие виды как виргинский опоссум и лисья белка. В южной части региона часто встречаются крупные ужеобразные Pantherophis spiloides и Pantherophis gloydi. На заболоченных низинах обитают черепахи — каймановая, лесная, американская болотная и исчезающая во всём мире пятнистая.
Основу лесов вокруг Верхнего озера составляют ель сизая, пихта бальзамическая и берёза бумажная. Южнее хвойные леса сменяются смешанными, место берёзы бумажной занимает тополь осинообразный, чаще встречаются дуб Quercus ellipsoidalis, лещина американская, клён сахарный, берёза аллеганская, сосна веймутова и бук крупнолистный. К хвойным видам добавляется сосна Банкса. Ниже по течению, на границе штата Нью-Йорк, появляются клён красный и дуб красный, а во влажных низинах — тополь дельтовидный, вяз американский, туя западная и ясень американский. В лесах вокруг озера Онтарио чаще появляются тсуга канадская, бук крупнолистный и черёмуха поздняя. На большом полуострове, разделяющем озёра Эри и Онтарио, лес в основном лиственный, среди деревьев в сухих районах — дуб, гикори и липа американская, во влажных — вяз, ясень, клён красный. В заболоченных низинах Онтарио с 1890-х годов активно высаживают влаголюбивый клён серебристый. На самом юге также встречаются деревья, характерные каролинского леса — можжевельник виргинский, лириодендрон, магнолия огуречная, гимнокладус двудомный (двум последним в регионе Великих озёр угрожает исчезновение). Вдоль восточного побережья озера Мичиган леса сменяются прерией.

## История заселения и изучения
Появление человека в регионе Великих озёр традиционно связывают с палеоиндейской культурой, для которой характерны копейные наконечники с желобками. Одни из наиболее ранних следов человеческой деятельности в районе Великих озёр обнаружены на дне озера Гурон, на скальной гряде, которая 7500—10 000 лет назад была сухопутной перемычкой между ледниковыми озёрами. В 2009 году на этом гребне были обнаружены остатки загонного коридора — искусственно выстроенных каменных изгородей, между которыми загоняли стадо в ловушку при охоте. Ещё более древними считаются археологические находки палеоиндейской культуры в районе Акрона (Огайо), возраст которых с помощью радиоуглеродного датирования определяется в 12,1 тыс. лет. Находки указывают, что обитатели региона в это время были полуоседлыми охотникам и собирателями с достаточно совершенными технологиями изготовления оружия. В северной Пенсильвании следы культуры так называемых строителей курганов в районе болот Пиматунинг в 1934 году были затоплены в результате создания одноимённого водохранилища.
Дальнейшее развитие коренных народов Северной Америки в регионе Великих озёр связывают с вудлендской культурой. Индейцы Великих озёр вели полуоседлый образ жизни в районах лиственных лесов, перенося свои деревни с места на место один или два раза за поколение, по мере истощения естественных ресурсов. Обитатели деревень совмещали охоту, рыбную ловлю и собирательство с примитивным сельским хозяйством, выращивая на делянках кукурузу, фасоль, горох и тыквы. Важную роль в жизни аборигенов играли клён и берёза — первый как источник сахаристого сока, вторая как источник материалов для постройки жилья и каноэ. У племён существовала также примитивная технология обработки меди, добывавшейся к югу от Верхнего озера. К 1600-м годам на Великих озёрах проживало 20 разных племён, относящихся к алгонкинской языковой подсемье (в том числе оджибве, оттава, ниписсинги, алгонкины, абенаки, воластокиики и микмаки), а также народы, входящие в конфедерацию ирокезов — сенека, кайюга, онондага, онайда, мохоки и тускарора. К моменту прихода европейцев в XVI веке коренное население побережья Великих озёр, по разным оценкам, составляло от 60 до 117 тысяч человек.
Существуют предположения, что регион Великих озёр посещали в XIV веке викинги. На это могут указывать археологические находки — меч, боевой топор и умбон близ озера Нипигон в Онтарио, а также рунический камень в Кенсингтоне (Миннесота).
Документально подтверждено, что о существовании больших водных пространств вверх по течению реки Святого Лаврентия стало известно членам экспедиции Жака Картье в 1535 году. Когда этот мореплаватель в поисках пути в Азию поднялся по этой реке до мест, где в настоящее время расположен Монреаль, местные жители сообщили ему о «морях», лежащих выше по течению реки. Однако дальнейший путь к верховьям контролировался недружественными европейцам ирокезами, и Картье не достиг Великих озёр. Аборигены также описывали Самюэлю де Шамплену в 1603 году водные массивы, которые намного превосходили размерами известные Шамплену озёра Западной Европы. Кроме того, беседовавшие с ним индейцы утверждали, что на западе их вода становится солёной, поэтому на протяжении следующей четверти века европейские первопроходцы полагали, что вот-вот достигнут Тихого океана. Первым из Великих озёр, которого достигли европейцы, стало озеро Гурон в 1615 году, когда Шамплен спустился по реке Френч-Ривер к заливу Джорджиан-Бей, убедившись, что вода в нём пресная. В своём путевом дневнике он назвал обнаруженный водоём «пресным морем» (фр. la mer douce). Позже в том же году Шамплен и ещё один французский первопроходец Этьен Брюле разными путями добрались до озера Онтарио и, пройдя его, установили место истока реки Святого Лаврентия. Брюле стал первым европейцем, посетившим озеро Верхнее, на северном берегу которого в 1622 году видел древние индейские медные копи. Вполне вероятно, что в ходе своего путешествия по Великим озёрам в 1624 году он побывал и на озере Эри, но документальных подтверждений этому не сохранилось.
В 1634 году Жан Николе, отправленный Шампленом на поиски пути в Китай, достиг озера Мичиган, где исследовал залив Грин-Бей и вступил в контакт с местным народом виннебаго. Последним подтверждённым документально открытием в системе Великих озёр стало Эри, на котором в 1640 году побывал миссионер-иезуит Жан де Бребёф. Через 4 года другой член этого же ордена Исаак Жог составил в основном верное описание всех пяти Великих озёр, хотя очертания трёх верхних озёр системы впоследствии были существенно уточнены. В 1677 году Робер Кавелье де ла Саль построил у истоков реки Ниагара 40-тонный барк «Грифон». На этом судне с экипажем из 34 человек он на следующий год прошёл по озеру Эри, рекам Детройт и Сент-Клэр и озеру Гурон до пролива Макино, оттуда затем продвинувшись по озеру Мичиган до залива Грин-Бей. Продолжив путь с небольшой командой по реке Сен-Жозеф в сторону Миссисипи, он отправил 20 человек на борту «Грифона» обратно к Ниагаре, но судно пропало без вести, по-видимому, затонув в озере Гурон.
Завершая своё путешествие вниз по Миссисипи, Ла Саль в 1681 году объявил всю обследованную восточную часть Североамериканского материка владением французской короны. Однако уже в конце XVII века началась борьба за североамериканские владения между Францией и Великобританией. Конец конфликту положила война 1754—1763 годов, по итогам которой бывшая Новая Франция, включая регион Великих озёр, перешла под власть британцев. Спустя немногим более десятилетия началась Американская революция. Повстанцы, среди прочего, довольно быстро установили контроль над реками Детройт и Ниагара, но британский флот продолжал господствовать на самих Великих озёрах.
В 1813 году, в ходе следующей англо-американской войны, озеро Эри стало местом крупного сражения флотов. Хотя в основном по ходу войны стороны избегали столкновений эскадр подобного масштаба, Великие озёра оставались одним из основных театров военных действий. Количество военных кораблей США в их системе с начала войны к 1814 году выросло с 1 до 28, крупнейший из которых (фрегат «Сьюпириор») нёс на борту 58 орудий. Британцы, в свою очередь, организовали постройку на озере Онтарио линейного корабля «Сент-Лоренс», который был мощнее, чем «Виктори» — флагман адмирала Нельсона в Трафальгарском сражении. Обе стороны предпринимали попытки высадки войск на вражеском берегу, наиболее успешными из которых были американские десанты в Йорке (ныне Торонто) и у форта Джордж на озере Онтарио в 1813 году и британская атака 1814 года на Осуиго (Нью-Йорк). По завершении войны были подписаны соглашения, по которым граница между США и британскими владениями в Северной Америке прошла по Великим озёрам и соединяющим их рекам. Окончательные контуры границы были установлены в 1909 году Договором о водных границах между США и получившей к этому времени независимость Канадой. В XXI веке ни одна из стран не содержит вдоль этой границы действующих укреплений и не ведёт патрулирования военными кораблями.
Развитие региона Великих озёр поначалу диктовалось потребностями мехоторговли — особый интерес представляли бобровые шкуры, хотя спросом пользовался и мех других пушных зверей (куниц, лис, выдр, ондатр). К середине XIX века, когда поголовье бобров резко снизилось, поставив доходы мехоторговцев под угрозу, интерес привлёк новый природный ресурс — медь. Первые шахты европейского образца начали работу на полуострове Кивино на юге Верхнего озера, где добывали медь ещё индейцы, а затем в этом же регионе были найдены и более богатые залежи. С 1845 по 1880 год шахтной компанией было добыто более 20 тыс. т меди, однако её запасы постепенно истощались, а затем добыча меди в основном переместилась в штат Монтана, где обнаружили более перспективные месторождения. Одновременно с медью была начата и добыча железа, но своего пика она достигла позже, после истощения медных жил. Активная добыча богатых железом гематитов продолжалась до 1950-х годов, а после того, как иссякли их запасы, усовершенствованные методы добычи позволили продолжить эксплуатацию более бедных в процентном отношении, но весьма обширных месторождений таконитов. Ещё одним ресурсом, активно эксплуатировавшимся с 1840-х годов до начала XX века, были лесные богатства Великих озёр. Объёмы вырубок сократились из-за исчезновения лучшего леса и распространения масштабных лесных пожаров, а после 1920 года лесозаготовки в регионе были прекращены полностью. Только после масштабных усилий по восстановлению лесов и совершенствования техники борьбы с лесными пожарами вырубка леса возобновилась, на сей раз в строго контролируемых масштабах.
В первые десятилетия массового освоения Великих озёр доминирующим видом транспорта оставался водный — в основном каноэ. В 1816 году был спущен на воду первый на Великих озёрах колёсный пароход «Фронтенак», а в 1841 году — «Вандалия», первое в регионе судно с гребным винтом. Со временем совершенствовалась система каналов и плотин, позволявшая передвижение по системе Великих озёр более крупных судов. Так, уже в 1825 году было завершено строительство канала Эри длиной почти 600 км, связавшего озеро Эри с рекой Гудзон и посредством 35 шлюзов регулировавшего перепад высот в 172 м. В дальнейшем от этого канала было сделано ответвление к озеру Онтарио. Вдоль него быстро выросли крупные населённые пункты, в том числе Рочестер, Олбани, Буффало и Кливленд. В 1829 году завершилась постройка Уэллендского канала, соединившего озёра Эри и Онтарио в обход Ниагарского водопада. В 1854 году заработала система шлюзованных каналов Су-Сент-Мэри, аналогичным образом обходящих пороги на реке Сент-Мэрис, связывающей Верхнее озеро и Гурон. В середине века завершено также строительство каналов, соединяющих озеро Онтарио с Монреалем и озеро Мичиган с системой Миссисипи. Каналы позволили резко увеличить грузооборот на Великих озёрах, уже к 1860 году достигший 2 млн т в год. Тем не менее размеры каналов не позволяли проходить по ним судам больших размеров: так, к 1887 году среднее водоизмещение судов, проходивших по каналу Су-Сент-Мэри, составляло 600 т, а их осадка не превышала 3 м.
К середине XX века углубление каналов позволило прохождение по всей системе Великих озёр судов с осадкой до 4,2 м. После очередной модернизации Уэллендского канала в 1932 году в нём могли шлюзоваться (и далее идти вверх по трём остальным Великим озёрам) грузовозы длиной более 200 м и шириной более 20 м, несущие 15 тысяч т груза. Однако пропускная способность каналов ниже по течению реки Святого Лаврентия не позволяла этим судам вполне океанских масштабов доходить собственно до океана. Поэтому в 1950-е годы были предприняты масштабные гидротехнические работы как в системе Великих озёр, так и на реке Святого Лаврентия. Они обеспечили начало работы Морского пути Святого Лаврентия с гарантированной глубиной фарватера 8,2 м на всём его протяжении (около 3 тыс. км). Это позволяет передвижение в том числе морских и океанских судов водоизмещением более 60 тыс. т. В 1998 году по предложению сенатора из Вермонта президент США Билл Клинтон подписал указ, включавший в число Великих озёр ещё одно озеро — Шамплейн, соединённое с рекой Святого Лаврентия через реку Ришельё. Это озеро расположено на территории штатов Нью-Йорк и Вермонт и провинции Квебек и по площади уступает любому из пяти Великих озёр в 15 и более раз. Конгресс отменил указ уже через 18 дней, однако в качестве компромисса региону вокруг Шамплейна были предоставлены из казны США субсидии, аналогичные выделяемым для регионов вокруг пяти Великих озёр.
Научно-исследовательская деятельность на Великих озёрах ведётся с 1848 года, когда экспедиция под руководством Луи Агассиса обследовала северное побережье Верхнего озера. К 1860 году на всех озёрах были установлены гидрологические посты, а картографирование всей акватории завершено к 1882 году. С 1870-х годов ведётся исследование растительного и животного мира Великих озёр, а в начале 1890-х годов было предпринято первое исследование течений в их системе. Масштабные научные исследования в дальнейшем предпринимались по следам экологических кризисов, в том числе коллапса промысла озёрной сельди в 1920-е годы и угрожающих последствий загрязнения и эвтрофикации озёрных вод в период после Второй мировой войны.

## Экономическое значение
Практически с самого начала европейской колонизации региона Великих озёр поселенцы высоко оценили обилие лесов, пригодных для заготовки древесины, и плодородной земли. Эти условия, вместе с огромными запасами пресной воды, стали определяющими для возникновения вокруг Великих озёр густонаселённых городов и мощной промышленности. Крупнейшие агломерации расположились вдоль южной оконечности озера Мичиган (от Милуоки до Чикаго), западного и южного берега озера Эри (к югу от Детройта) и северного побережья озера Онтарио (агломерация Торонто-Гамильтон).
Население региона, окружающего Великие озёра, в первом десятилетии XXI века превышало 40 млн человек, в том числе 10 % населения США и треть населения Канады. В южной трети водосборного бассейна Великих озёр (очерченной кривой линией, проходящей через южную оконечность залива Джорджиан-Бей и заливы Сагино и Грин-Бей) плотность населения составляла 230 чел/км², а в целом по бассейну — 78 чел/км².
Чтобы предотвратить катастрофический перерасход воды Великих озёр, их вода по действующим в США и Канаде законам может использоваться в промышленных, сельскохозяйственных и бытовых целях лишь в пределах их водосборного бассейна. Исключение сделано только для округов, территория которых по крайней мере частично пересекается с территорией бассейна, при условии согласия властей всех восьми граничащих с озёрами штатов и провинции Онтарио. Даже исторически сложившийся отвод воды из Мичигана через Чикагский канал в бассейн Миссисипи вызывает постоянные диспуты. Несмотря на это, с 1950-х годов периодически возникают планы широкомасштабного отвода воды Великих озёр в другие регионы — на Великие равнины, в Атланту или Нью-Йорк. В то же время возможно, что текущие темпы потребления воды в регионе достаточно малы по сравнению с ежегодно возобновляемым объёмом. По оценке Дж. Николаса, руководителя Гидрологического центра Геологической службы США, в начале XXI века из общего количества воды Великих озёр, тем или иным способом используемого для человеческих нужд, только 1,5 % безвозвратно покидали их систему.
Несмотря на то, что основная масса девственных лесов в регионе была вырублена уже к 1910 году, регион остаётся важным источником лесоматериалов. Под сельское хозяйство отведено около половины всех земель вблизи от Великих озёр по американскую сторону границы и около трети — в Канаде. В регионе выращиваются кукуруза, соя, пшеница, кормовые культуры и разнообразные фрукты и овощи. Развито также мясное и молочное животноводство. К началу 2020-х годов в бассейне Великих озёр производилось почти 25 % сельскохозяйственной продукции Канады и 7 % сельскохозяйственной продукции США. Важным компонентом экономики Великих озёр ранее было коммерческое рыболовство, однако его значение упало с уменьшением популяций наиболее ценных промысловых видов. Коммерческий вылов американского сига продолжается в ограниченных масштабах. Развита спортивная рыбалка (кижуч, чавыча, озёрный голец, светлопёрый судак и, в особенности, радужная форель). Если в последнем десятилетии XIX века в Великих озёрах вылавливали в среднем 67 тысяч тонн рыбы в год, то в середине XX века, несмотря на совершенствование рыболовецкого оборудования, — в среднем 50 тысяч тонн. Годовой вылов рыбы в озере Мичиган — 11 тыс. т, в озере Эри в период между 1913 и 1980 годами вылов колебался между 13 и 33 тыс. т.
Важную роль для промышленности США играют залежи железной руды в горных массивах рядом с Верхним озером, в том числе Месаби (Миннесота) и Маркетт (Мичиган). Добыча руды в этих районах достигла пика в 1953 году (около 100 млн американских тонн). Наиболее богатые залежи руды были довольно быстро истощены, но благодаря оптимизации производства железнорудных окатышей остаётся рентабельной добыча таконитовых руд из более бедных месторождений. Песчаные дюны вдоль восточного побережья озера Мичиган служат источником качественного строительного песка. В районе Великих озёр сосредоточены крупные предприятия металлообработки и машиностроения, где производится значительная часть от общего объёма выпускаемых в Северной Америке стали и транспортных средств. На верхних озёрах и впадающих в них реках сосредоточены целлюлозно-бумажные производства, вдоль реки Ниагары, вблизи от источников дешёвой электроэнергии, — предприятия химической промышленности.
Производство электроэнергии на ГЭС системы Великих озёр — 50 млрд кВт·ч в год, в первом десятилетии XXI века общее число ГЭС в их водосборном бассейне приближалось к 600. Больше половины воды, забираемой из Великих озёр, участвует в производстве электроэнергии — не только на турбинах ГЭС, но и в охладительных системах многочисленных АЭС, начиная от Дулута на Верхнем озере. 95 % электроэнергии, производимой АЭС Канады, приходиится на станции рядом с Великими озёрами, а на американской стороне бассейна действуют ешё 14 станций.
Великие озёра — популярное место отдыха для жителей США и Канады. Туристов привлекают многокилометровые песчаные пляжи, возможности для занятий парусным и водно-моторным спортом.

### Транспорт
Великие озёра — часть так называемого Морского пути Святого Лаврентия, вместе с одноимённой рекой связывающая внутренние районы США и Канады с Атлантическим океаном. В структуру Морского пути Святого Лаврентия, общая длина которого составляет 3 тыс. км (на систему Великих озёр из них приходятся 1870), входят также шлюзованные каналы в обход Ниагарского водопада и порогов на реке Сент-Мэрис (соответственно каналы Уэлленд и Су-Сент-Мэри). Маршрут с глубиной фарватера не менее 8 м функционирует с 1959 года. Хотя большинство трансатлантических балкеров и контейнеровозов в первые десятилетия XXI века слишком велики для шлюзов Морского пути Святого Лаврентия, через них проходит значительная часть внутреннего грузооборота востока Северной Америки, включающего примерно 200 млн т промышленного сырья в год. Кроме того, Великие озёра связаны с бассейном Миссисипи сетью судоходных каналов, идущих от Чикаго на побережье озера Мичиган.
Крупнейшие порты на Великих озёрах (от верхних озёр к нижним) на американской стороне границы — Дулут, Милуоки, Чикаго, Толидо, Кливленд, Эри, Буффало, а на канадской — Тандер-Бей, Гамильтон и Торонто. Основные грузы, доставляемые по озёрам и Морскому пути Святого Лаврентия, — железная руда, каменный уголь, зерно и известняк.
Резкие перемены погоды на Великих озёрах ранее регулярно приводили к гибели торговых и пассажирских судов, а позднее даже самолётов. Крупнейшее кладбище кораблей в регионе — так называемый Четырёхугольник озера Эри (англ. Lake Erie Quadrangle) между деревней Лонг-Пойнт в Онтарио и городом Эри в Пенсильвании. На этом участке дна площадью 6500 км² сосредоточено около 430 погибших кораблей — почти в 4 раза больше, чем в значительно большем по площади Бермудском треугольнике. За 5 дней большого шторма 1913 года на озёрах погибли 19 судов, 8 из них со всем экипажем (248 человек). В 1975 году шквальные ветры и высокие волны близ мыса Уайтфиш-Пойнт (Мичиган) на Верхнем озере привели к гибели озёрного грузовоза Edmund Fitzgerald, спущенного на воду за 17 лет до этого и в своё время бывшего крупнейшим судном в пресноводных акваториях мира. Самой большой по числу жертв за историю озёр стала катастрофа пассажирского парохода Eastland, из-за проблем с расположением балласта перевернувшегося у причала в Чикаго в 1915 году. В этой катастрофе погибли 844 человека, в том числе 842 пассажира — больше, чем за 3 года до этого на «Титанике».
В годы Второй мировой войны, Великие озёра (в особенности Мичиган) стали местом крушения более 140 военных самолётов. Причиной стала программа подготовки пилотов для авианосного флота стран антигитлеровской коалиции. Базой этой программы стали ошвартованные в Чикаго авианосцы Wolverine и Sable, перестроенные из озёрных пароходов. После войны, в 1950 году, во время грозы над озером Мичиган бесследно исчез пассажирский самолёт с 58 людьми на борту, совершавший рейс из Нью-Йорка в Сиэтл; на тот момент это стало крупнейшей катастрофой в истории коммерческой авиации США.

## Загрязнение и охрана окружающей среды
В прошлом в Великие озёра сбрасывались коммунальные и промышленные сточные воды прибрежных городов и предприятий. Это привело к сильному загрязнению и эвтрофикации озёрных вод, в особенности в заливах. В тканях рыб повысилось содержание ДДТ и ртути; коллапс прибрежной ихтиофауны в свою очередь привёл к исчезновению в некоторых районах побережий Верхнего озера, Гурона и Мичигана ранее многочисленных популяций норок и выдр. Меньше всего пострадало от эвтрофикации Верхнее озеро благодаря своему объёму и относительно низкой плотности населения на побережье (91 % площади водосборного бассейна этого озера по-прежнему покрыты лесами). Наиболее разрушительной оказалась человеческая деятельность для озера Эри, подвергшегося самой сильной эвтрофикации. Сильно пострадало также озеро Онтарио, замыкающее в системе Великих озёр и получающее поэтому токсичные и биогенные вещества из всех остальных. Его прибрежные воды эвтрофны и мезотрофны.
К середине XX века объём промышленных отходов, сбрасываемых в озёра ежедневно, составлял 7,6 млн м³, включая более 3,5 тыс. т цианидов, почти 6 тыс. т фенолов и 11,5 тыс. т аммиакатов. В середине 1960-х годов более половины из 27 тыс. т фосфора, получаемого озером Эри с водосбора, составлял фосфор из коммунальных сточных вод и моющих средств. Среди наиболее распространённых загрязнителей были также диоксины, полихлорированные дифенилы и тяжёлые металлы. В 1950-е годы загрязнение достигло таких уровней, что власти вынуждены были закрыть ряд пляжей. К началу 1990-х годов исчезли с лица Земли 2 вида растений и 11 видов животных (в том числе 5 видов рыб и 2 вида водных моллюсков), обитавших в регионе.
Уже в 1909 году правительства США и Канады подписали договор о совместном рациональном использовании ресурсов Великих озёр. В 1972 году Конгресс США принял так называемый Закон о чистой воде (англ. Clean Water Act) — комплекс поправок к законодательству, направленный против промышленного загрязнения внутренних вод в целом, затрагивавший в том числе притоки Великих озёр. В последние три десятилетия XX века обе страны начали более активно предпринимать действия, направленные на улучшение экологического состояния Великих озёр. В частности, сточные воды Чикаго вместо озера Мичиган отводятся по судоходному каналу в бассейн Миссисипи. В сбрасываемых в Эри сточных водах только за вторую половину 1970-х и первую половину 1980-х годов содержание фосфора сократилось на 85 %; от 16 тыс. т фосфора, сбрасываемых в озеро Онтарио, удалось к 1977 году дойти до 3 тыс. т. Это привело к снижению биомассы фитопланктона и уменьшению дефицита кислорода в придонных слоях воды. Экосистема озера Эри, период задержания воды в котором самый низкий из пяти основных озёр системы, быстро восстанавливается. В озере Онтарио темпы эвтрофирования заметно снизились.
В то же время, несмотря на заметное снижение содержания фосфора в промышленных и бытовых стоках, объёмы и характер минеральных удобрений, попадающих весной в озеро Эри вместе с талой водой с окружающих ферм, способствуют росту цианобактерий, среди которых наиболее многочисленны токсичные представители рода Микроцистис. Так, в 2011 году плёнка сине-зелёных водорослей покрыла 20 % акватории озера в его западной части. Через 3 года содержание токсина микроцистина в водопроводной воде Толидо превысило допустимые нормы и заставило жителей города временно перейти на бутилированную воду. Опасные химические вещества, накопленные за десятилетия загрязнения, сохраняются в донных отложениях. Кроме того, сохраняется угроза экосистеме Великих озёр, связанная с инвазивными видами, которые попадают в озёра с балластной водой с судов дальнего плавания. Для предотвращения таких инвазий в 2008 году был принят закон, который обязует суда дальнего плавания, направляющиеся в Великие озёра, сливать по пути пресную воду из балластных цистерн, заменяя её солёной океанской. Это позволяет избавиться от пресноводных видов, попавших в цистерны с забортной водой в портах отправления. Позднее были узаконены дополнительные способы очистки балластной воды — с помощью химикатов или ультрафиолетового облучения.
К началу 2020-х годов 27 % побережья Великих озёр и 9,4 % их акватории занимали охраняемые природные зоны, на которые в большей или меньшей степени распространялась защита законов. Статус этих зон определялся властями различных уровней (государства, штата или территории, местного самоуправления). В береговой зоне Великих озёр насчитывается более 370 охраняемых территорий, в том числе 68 национальных парков (категория IUCN II), на которые приходилось 11 % общей длины береговой линии озёр. Самым протяжённым по этому параметру был провинциальный парк Френч-Ривер, занимающий 979 км побережья озера Гурон. Более 150 охраняемых зон, в общей сложности занимавших 4 % береговой линии, относились к категории IUCN V (охраняемые наземные и морские ландшафты) и более 100 зон, протянувшихся вдоль побережья на 558 км, — к категории IUCN IA (строгий природный резерват). Из общей площади акватории, находящейся под охраной, 4,4 % приходились на две зоны, имеющие статус IUCN V, из которых более крупной был Национальный морской резерват Тандер-Бей (площадь 11 060 км²). Ненамного уступает ему по площади Национальный морской заповедник «Озеро Верхнее» (10 840 км²), относящийся к категории IUCN VI (охраняемые территории с управляемыми ресурсами). Ещё 8,3 % акватории занимали около 120 охраняемых зон, не имеющих статуса IUCN, в том числе рыбные резерваты в районах нереста озёрного гольца-кристивомера и светлопёрого судака, а также имеющие культурное значение затонувшие суда. Доля площади побережья и вод, имеющих охраняемый статус, на верхних озёрах была выше, чем на Эри и Онтарио; на побережье Онтарио один из разрывов между охраняемыми территориями превышал по протяжённости 400 км, а имеющие статус IUCN охраняемые зоны в пределах акватории озера отсутствовали полностью. Ряд прибрежных регионов объявлен национальными озёрными побережьями США. С 1990-х годов ведётся работа по восстановлению болот и маршей в районе Великих озёр, имеющих большое значение для их общей экосистемы.

## В искусстве
В литературе Северной Америки Великие озёра часто играют роль моря как фон для произведений, относимых к жанру морской литературы. Редьярд Киплинг, посетивший регион в XIX веке, писал: 

Озеро Верхнее… захлёстывает и разбивает, и выбрасывает на берег, как полноценный океан — чудовищная штука, обретающаяся в сердце континента.Оригинальный текст (англ.)Lake Superior... engulfs and wrecks and drives ashore like a fully accredited ocean - a hideous thing to find in the heart of a continent.
Часто цитируемую параллель между условиями Великих озёр и открытого моря проводил также Герман Мелвилл в своём «Моби Дике».
Индейские легенды, в которых героев карают за самоуверенность и гордыню озёрные штормы, неоднократно излагались в печатной литературе. Быт и приключения вояжёров — французских торговцев мехами эпохи первичной колонизации Новой Франции — запечатлены в народных и авторских песнях, а в дальнейшем нашли отражение в художественной литературе. Значительная часть произведений о вояжёрах (в том числе Les engages du Grand Portage Лео-Поля Дерозье) описывает их пешие переходы (волоки) между озёрами, встречи на острове Макино и путешествия к притокам Верхнего озера. Ряд исторических романов, начиная с «Защитников свободы» Сэмюэла Вудворта (1816), описывает крупнейшее флотское сражение в истории Великих озёр — битву на озере Эри; часть произведений подаёт эти события с американской, а другие — с англо-канадской точки зрения.
Современная литература о Великих озёрах берёт своё начало в эпохе коммерческого развития региона накануне гражданской войны в США; в своём обзоре морской литературы Великих озёр В. Брем называет первым произведением этого жанра «Сцены на озере Гурон» 1836 года. Заметное место пейзажи Великих озёр занимают в романе Фенимора Купера «Следопыт», который вышел четырьмя годами позже. Частым мотивом произведений о Великих озёрах, начиная со «Следопыта», стало противостояние озёрных и морских капитанов, нашедшее отражение, среди прочих, в «Моби Дике» Мелвилла и «Грешном Пеке» Моргана Робертсона. Брем отмечает важную особенность «морских» произведений, действие которых развивается на Великих озёрах: события происходят в равных пропорциях на воде и на суше, отражая реальное отличие «пресноводных морей» от настоящих — постоянную близость берега. Лучшими произведениями жанра, действие которых развивается на Великих озёрах в XX веке, Брем называет «Стеклянную гору» Мэри Фрэнсис Донер (1941) и «Ноябрьский шторм» Джея Маккормика (1943), где на смену обычным мотивам жанра приходит тема взаимосвязей индивидуума и общества. Герои этих произведений — капитаны грузовых судов, однако значительная часть литературы о Великих озёрах посвящена также жизни рыбаков. Из-за особенностей рыболовецкого промысла на Великих озёрах в центре таких произведений часто оказывается конфликт между рыбаками и инспекторами рыбоохраны или полицейскими, пытающимися ограничить их свободу. Примером такого произведения может служить «Фолкнер внутренних морей» Дж. О. Кервуда (1931).
Художник Уильям Гилпин, один из создателей концепции пикчуреска, размышляя об особенностях американских пейзажей, писал, что они не укладываются в обычные представления о живописности. В частности, масштабы Великих озёр слишком огромны, и любой ландшафт за массой воды оказывается отодвинут слишком далеко от зрителя. В то же время именно этот масштаб привлекал художников, заставляя их искать изобразительные средства, пригодные, чтобы отразить его на картине или гравюре. Среди таких авторов — Томас Моран, который создал серию живописных полотен, вдохновлённых «Песнью о Гайавате» Лонгфелло. Одной из попыток решить проблемы масштабов стала созданная в 1848 году большая живописная диорама работы американца Уильяма Берра, изображавшая Великие озёра и реку Святого Лаврентия. Это произведение впоследствии экспонировалось во многих городах в сопровождении рассказчика и певца, исполнявшего народные песни. Среди более современных авторов — живописец Алексис Рокман, автор цикла «Великие озёра»; картины, входящие в цикл, затрагивают тему факторов, угрожающих экосистеме этого региона.
Особый интерес для художников представляет Верхнее озеро с его нетронутыми естественными ландшафтами. Среди первых художников, оставивших изображения самого озера, окружающей флоры и фауны и коренного населения, был Пол Кейн — натуралист, посетивший его в середине XIX века. В 1920-х годах Верхнее озеро часто изображали на своих полотнах члены Группы семи — наиболее известного художественного объединения в истории Канады. Интерес в художественном отношении представляют также работы художника-оджибве Джона Лейфорда, в которых пейзаж передаётся через призму мифических образов. Для его картин также характерна необычная перспектива берега — из-под воды.